# USS Long Beach (CGN-9)
Pour les autres navires du même nom, voir USS Long Beach.
Le croiseur USS Long Beach (CGN-9/CGLN-160/CGN-160), unique navire de sa classe, fut le 1er bâtiment de surface à propulsion nucléaire du monde. Il fut également le 1er bâtiment de combat conçu, dès l'origine, sans canons, son armement étant uniquement composé de missiles (guidés). Il fut également le premier croiseur conçu et construit pour l'US Navy après la Seconde Guerre mondiale. Il était le troisième navire de l'US Navy à porter le nom de la ville de Long Beach en Californie.

## Conception

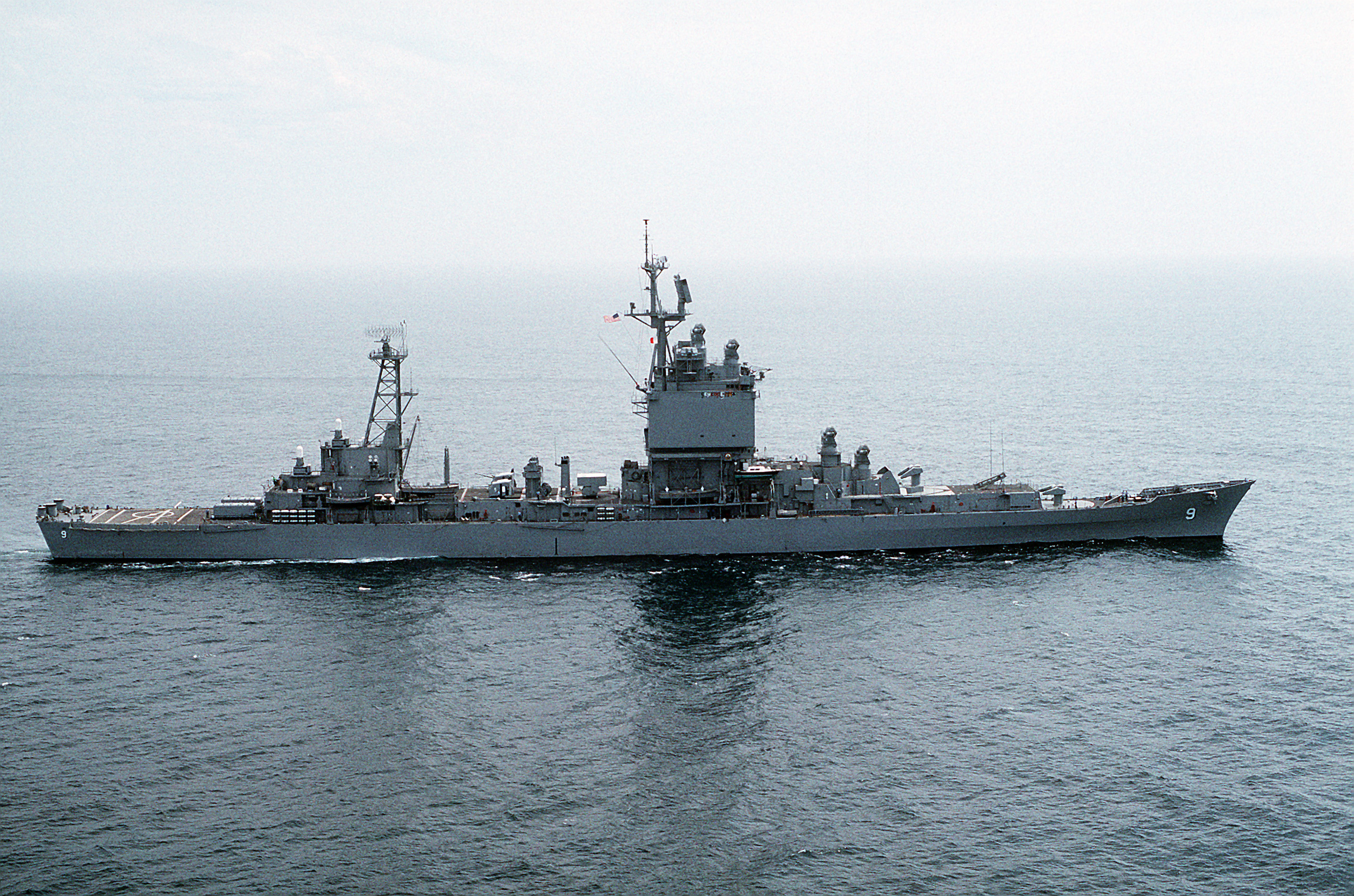
Le croiseur au large de la Californie en 1989. Les 2 canons de 127 mm sont visibles au milieu du navire ainsi que les Armored Box Launchers installé en 1985 à la proue.

La construction commença au chantier naval Fore River de Quincy le 2 décembre 1957 (comme CLGN-160) et il fut lancé le 14 juillet 1959 (comme CGN-160) et mis en service le 9 septembre 1961 où il prit la désignation CGN-9. Il fut doté dès l'origine d'un système d'armes intégré, exclusivement composé de missiles. Fin 1961 une série d'essais de propulsion et de radars fut réalisée.
Il fut configuré à l'origine pour porter des missiles de croisière SSM-N-8A Regulus, puis des missiles nucléaires balistiques Polaris. Sa construction fut interrompue pendant cinq mois à la suite d'une grève. Le nom prévu à l'origine était Brooklyn. Il a été modernisé d'octobre 1980 à mars 1983.
En 1962 le président John F. Kennedy inspecta le bâtiment et demanda que le croiseur soit équipé de canons. Deux tourelles simples de 127 mm (5-inch/38 caliber Mk 30 guns) furent installées dès 1963.
Sa superstructure principale, d'une conception identique à l'îlot du porte-avions à propulsion nucléaire USS Enterprise (CVN-65), rendait sa silhouette unique et facilement identifiable.

## En opération
Son premier déploiement eut lieu en 1962, tout d'abord au large de Porto Rico où son armement missile fut testé, puis il partit pour l'Allemagne de l'Ouest.
Début avril il fut affecté à la flotte de l'Atlantique, et en août 1963 fut affecté à la VIe flotte en Méditerranée.

### OpérationSea Orbit

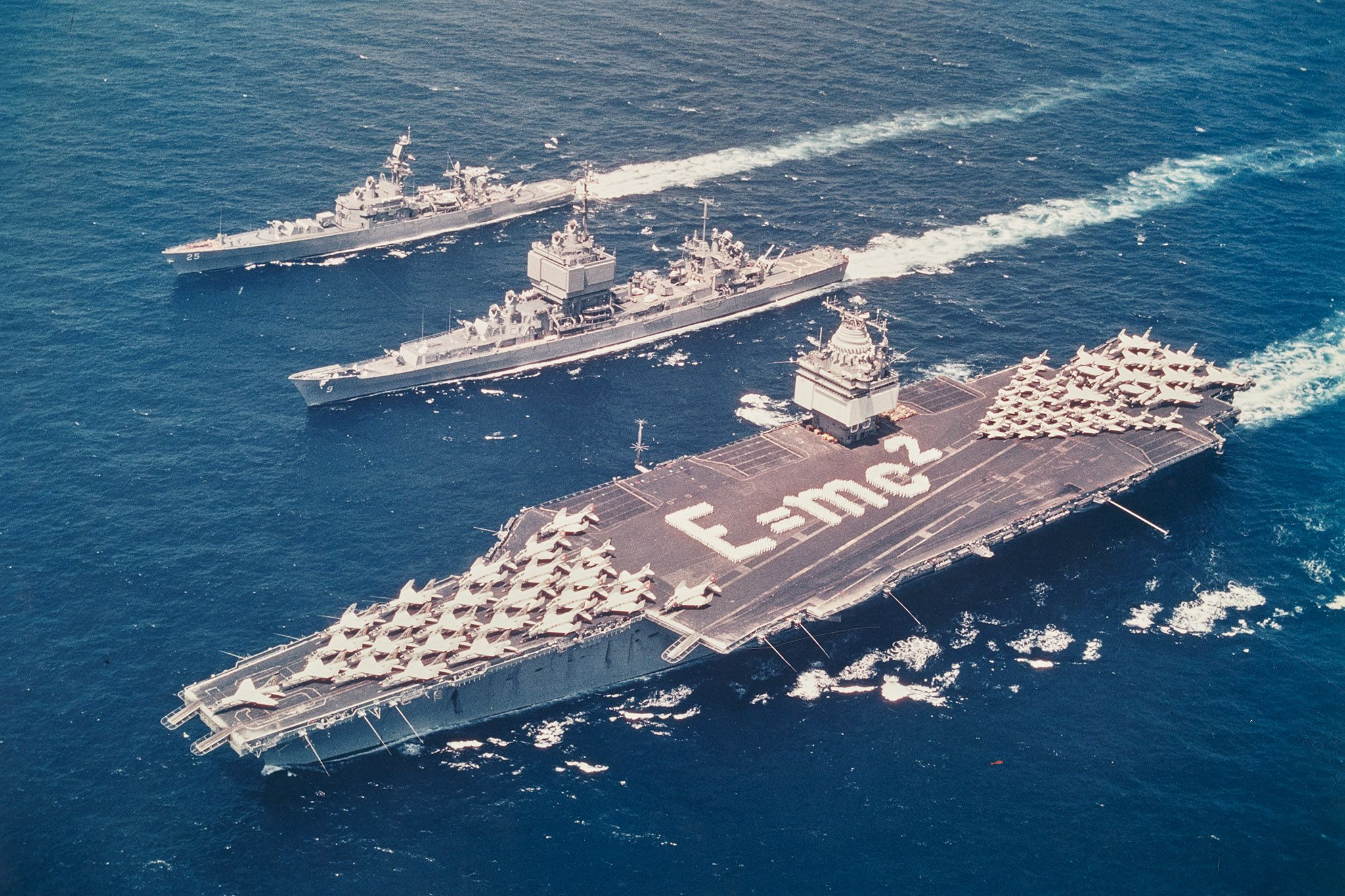
L’USS Long Beach lors de l'opération Sea Orbit en 1964 croisant avec l’USS Enterprise (CVN-65) et l’USS Bainbridge (CGN-25).

Le 28 avril 1964, il rejoignit le porte-avions USS Enterprise (CVN-65) et le croiseur USS Bainbridge (CGN-25) pour former la Task Force 1 composée uniquement de navires à propulsion nucléaire. Ces navires participèrent à l'opération Sea Orbit. Le succès de cette opération démontra la puissance et la flexibilité d'un groupe de combat naval exclusivement à propulsion nucléaire.

### Au combat
Transféré à la flotte du Pacifique en février 1966, l'USS Long Beach fut déployé pendant la guerre du Viêt Nam en 1966 et 1968, principalement en piquet Radar, où il guida de nombreux raids.
Ce fut également la première utilisation du missile à longue portée RIM-8 Talos en opération.
Le 23 mai 1968, un Talos abat un MiG nord-vietnamien à près de 105 km, ce qui fait le premier avion abattu par un missile depuis un navire, un second le sera en juin 1968 également à plus de 100 km soit deux victoires sur un total de sept tirs entre 1967 et 1968 par ce navire (l'USS Chicago fut lui aussi crédité d'un MiG).

### Fin de carrière
Après avoir reçu lors d'une modernisation en 1985 deux Armored Box Launchers, il effectue le 30 juin 1986 le premier tir d'exercice d'un missile d'attaque terrestre Tomahawk (TLAM-C) depuis un navire (hors tirs d'essai).